# 克氏槳鱈
克氏槳鱈，為輻鰭魚綱鱈形目稚鱈科的其中一種，分布於歐洲地中海的利古里亞海及第勒尼安海海域，為温帶海水魚，深度30-500公尺，體長可達8.9公分，棲息在底中層水域，生活習性不明。